# Dalibor Grubačević
Dalibor Grubačević (Koprivnica, 9. siječnja 1975.), hrvatski je skladatelj, glazbenik i glazbeni producent najpoznatiji po autorskim ostvarenjima na području filmske glazbe.

## Životopis
Dalibor Grubačević rođen je u Koprivnici, gdje je odrastao i školovao se. Rano je pokazao iznimnu glazbenu nadarenost, pa je već kao šestgodišnjak počeo učiti svirati gitaru i glasovir.
Kasnije je u lokalnom Kulturno-umjetničkom društvu »Koprivnica« naučio svirati i tambure. 1990-ih sve ga više zaokuplja rock ’n’ roll te, inspiriran Beatlesima, postaje članom pop-rock sastava The Bugs.
Svoje glazbeno obrazovanje i spoznaje potom proširuje proučavanjem klasičnih glazbenih oblika i djela skladatelja ozbiljne glazbe, pohađajući privatnu poduku kod prof. Natalije Imbrišak.
Godine 1993. upisao je Studij za socijalni rad na Pravnom fakultetu u Zagrebu, ali je dvije godine poslije prekinuo studij i potpuno se posvetio glazbi.
Do danas je surađivao s mnogim uglednim hrvatskim redateljima, primjerice Brankom Ištvančićem (Duh u močvari, Most na kraju svijeta), Mirom Andrićem (Hrvatsko vodeno blago), Mirom Brankovićem (U potrazi za Markom Polom), Nenadom Puhovskim (Zajedno), Dominikom Sedlarom (Razgovor) i drugima, za čije je filmove skladao glazbu. Skladajući filmsku glazbu, Grubačević vrlo uspješno spaja razne glazbene žanrove i klasičnu orkestraciju s elektroničkim zvukovima i glazbalima.
Osim partitura i soundtrackova za dugometražne i dokumentarne, te razne reklamne filmove, Grubačević kao glazbenik jednako uspješno djeluje na području pop-, rock- i etno-glazbe. Osim u Hrvatskoj, njegove su skladbe i glazbene obrade izvođene u Makedoniji, Crnoj Gori, Kanadi, Americi, Japanu, Engleskoj, Italiji, Izraelu i Gruziji. Surađivao je sa stranim skladateljima, glazbenicima i glazbenim producentima, primjerice Ericom Ewazenom, Alanom Holleyem, zatim komornim sastavima BC Brass Kvintet, Simply Brass, Zagrebačkim solistima, te orkestrima Zagrebačkom filharmonijom, i Simfonijskim orkestrom Hrvatske Radiotelevizije. Također je surađivao i s pjevačima i kantautorima Tošom Proeskim, Miroslavom Evačićem, Sašom Lozarom, Leom Deklevom, Aljošom Šerićem i dr.
Dalibor Grubačević član je Hrvatskoga društva skladatelja i Hrvatske zajednice samostalnih umjetnika.

## Djela (izbor)

### Skladbe
- Rondo za gudački orkestar (2002.)
- Jesenji valcer za tamburaški orkestar (2005.)
- Ricordi del passato za gudački kvartet (2010.)
- Dvije rijeke za kvintet limenih puhača (2010.)
- Solid Pictures za rog i glasovir (2014.)
- Valse balkanique za kvintet limenih puhača (2018.)
- Koncert za tubu i orkestar (2021.)
- Csárdás suita za gudače (2021.)
- Diptih za kvartet tuba (2023.)
- Four Scapes za ansambl drvenih puhača (2024.)

## Filmska glazba

### Igrani filmovi
- 2006. – Duh u močvari, dugometražni igrani film, redatelj: Branko Ištvančić, HRT i Interfilm d.o.o.
- 2014. – Most na kraju svijeta, dugometražni igrani film, redatelj: Branko Ištvančić, Artizana film d.o.o. i HRT
- 2014.  – Ničija zemlja, kratki igrani film, redatelj: Branko Ištvančić, Artizana d.o.o.
- 2016. – Zbog tebe, dugometražni igrani film, redatelj: Anđelo Jurkas, B produkcija, DOP Produkcija[11]
- 2017. – Fuck off I Love You, dugometražni igrani film, redatelj: Anđelo Jurkas, B produkcija, DOP Produkcija[12]
- 2021. – The Match, dugometražni igrani film, redatelji: Dominik i Jakov Sedlar, Ollendorff Center, Oluja film i Mutiny Pictures[13]
- 2022. – Razgovor, dugometražni igrani film, redatelj: Dominik Sedlar, Croatia film i Quiet Storm Production[14]
- 2023.  – Hotel Pula, dugometražni igrani film, redatelj: Andrej Korovljev, Kinematograf i HRT
- 2024.  – Mačji krik, dugometražni igrani film, redateljica: Sanja Živković, Nova Film (RS), YN Films (CA) i Artizana d.o.o. (HR) [15]

### Dokumentarni filmovi i serije
- 2005. – Izgubljeno blago, dokumentarni film, redatelj: Branko Ištvančić, HRT
- 2005. – Berač kamena, kratki dokumentarni film, redatelj: Branko Ištvančić, HRT
- 2007. – Tesla, dokumentarni film, redatelj: Miro Branković, HRT
- 2009. – Zajedno, dugometražni dokumentarni film, redatelj: Nenad Puhovski, Factum d.o.o.
- 2010. – Zaustavljeni glas, dokumentarni film, redateljica: Višnja Starešina, HRT i Interfilm d.o.o.
- 2010. – Hebrang, dokumentarni TV serijal, redatelj: Zoran Budak, HRT i Interfilm d.o.o.
- 2011. – Album, dokumentarni film, redatelj: Branko Ištvančić, Factum d.o.o.
- 2012./2013. – Hrvatsko vodeno blago, dokumentarni TV serijal, redatelj: Miro Andrić, HRT i Car-Herc d.o.o.
- 2013. –  Slavoljub Penkala   – dokumentarni film, redateljica: Milka Barišić, HRT
- 2013. – U potrazi za Markom Polom, dokumentarni TV serijal, redatelj: Miro Branković, HRT
- 2014. – Dragi Lastane!, dugometražni dokumentarni film, redateljica: Irena Škorić, Artizana film d.o.o.
- 2016. – Sve je bio dobar san, dugometražni dokumentarni film, redatelj: Branko Ištvančić, Artizana d.o.o.
- 2018. – Više od riječi, dokumentarni TV serijal, redatelj: Miro Branković, HRT
- 2019. – Rijeke  – Zeleni krvotok Hrvatske, dokumentarni film, redatelj: Goran Šafarek, Šafarek produkcija[16]
- 2021. – The Cars We Drove Into Capitalism, dokumentarni film, redatelji: Boris Missirkov i Georgi Bogdanov, Agitprop

## Diskografija

### Glazbeni albumi
- 2006. – Duh u močvari (originalna glazba iz filma), Croatia Records, CD 5695899[17]
- 2011. – ArtEdox – Film music, Aquarius Records, CD 377-11[18]
- 2012. – U potrazi za Markom Polom (glazba iz istoimenoga TV serijala), Aquarius Records, ‎CD 467-12[19]
- 2015. – Most na kraju svijeta (glazba iz istoimenoga filma), Aquarius Records, CD 9841093[20]
- 2021. – Dalibor Grubačević performed by the Zagreb Soloists – Live at Tuškanac Summer Stage (LP album), Aquarius Records, LP 18-21[21]
- 2021. – The Match (Original Motion Picture Soundtrack), Plaza Mayor Company Ltd., SERG300[22]
- 2022. – The Conversation (Original Motion Picture Soundtrack), Plaza Mayor Company Ltd., SERG323[23]
- 2023. – Rivers of Croatia (Original Music from the Documentary Film), Plaza Mayor Company Ltd.[24]
- 2023. – The Cars We Drove into Capitalism (Original Motion Picture Soundtrack), MovieScore Media[25]
- 2024. – Musical Gravities (LP album), 88924507039, Cantus Records[26][27]

### Produkcije
- 2007. – CD Fulmination / Miroslav Evačić & Čardaš Blues Band, Croatia Records, CD 5751410
- 2010. – CD Camminate / Simply Brass, Cantus Records, CD 98898492102
- 2019. – CD Serbus! / Zagrebački orkestar ZET-a, ZET CD001[28]
- 2019. – CD Signali / Hrvoje Pintarić, Tamara Jurkić Sviben, Cantus Records, CD 88924501542[29]

## Nagrade i priznanja
- 2010. – nagrada za najbolju glazbu u dokumentarnom filmu Zajedno redatelja Nenada Puhovskog na 19. Danima hrvatskog filma
- 2013. – diskografska nagrada Porin u kategoriji za najbolji album originalne glazbe za kazalište, film i/ili TV (za album „U Potrazi za Markom Polom“)[30]
- 2016. – Trsat: 7. Festival hrvatskih vjerskih filmova, nagrada za najbolju glazbu u filmu Sve je bio dobar san (2016.)[31]
- 2022. – Silver Medal / Outstanding Achievement u kategoriji Film Soundtrack i Album za film The Match, na Global Music Awards natjecanju  – USA[32]
- 2022. – Crystal Pine Award za najbolju glazbu u filmu The Conversation u kategoriji Najbolja glazba u dugometražnom filmu, na International sound & film music festivalu  – ISFMF[33]

## Vanjske poveznice
- Dalibor Grubačević – službene stranice
- Hrvatsko društvo skladatelja: Grubačević, Dalibor (životopis)
- HDS ZAMP: Dalibor Grubačević (popis djela)
- Croatia Records: Dalibor Grubačević (životopis i filmografija)
- Discogs.com – Dalibor Grubačević (diskografija)
- IMDb: Dalibor Grubačević (filmografija)
- YouTube: Dalibor Grubačević (službeni kanal)